# Google Ads

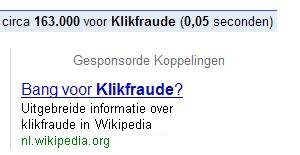
Przykładowa reklama Ads wyświetlana na stronie wyników wyszukiwania

Google Ads (poprzednio Google AdWords) – system reklamowy Google uruchomiony 23 października 2000, pozwalający na wyświetlanie linków sponsorowanych w wynikach wyszukiwania wyszukiwarki Google i na stronach współpracujących w ramach programu Google AdSense, sprzedawane w modelu CPC i CPM. Nazwa Google Ads obowiązuje od dnia 24 lipca 2018. Poprzednio system nosił nazwę Google AdWords. Zmianie nazwy towarzyszyło rozszerzenie możliwości reklamowych w kampaniach PPC.
Firma nie podaje dokładnie swoich zysków z usługi Google Ads, wiadomo jedynie, że łączny przychód z AdWords i AdSense wyniosły w 2007 ponad 16 miliardów USD, zaś wszystkie formy reklamy emitowane przez Google stanowiły 23,7% rynku reklamy internetowej w Stanach Zjednoczonych w czwartym kwartale 2007. Według danych za rok 2010 reklama generuje dla Google’a aż 97% przychodów firmy i przyniosła ponad 33 miliardów dolarów dochodu.
Obecnie wyróżniane są dwa główne sposoby tworzenia linku sponsorowanego Google Ads:
- poprzez wybór słów kluczowych, na które będzie się wyświetlała reklama Google Ads
- poprzez wybór witryn internetowych, na których wyświetlana będzie reklama Google Ads

Pozycja linku sponsorowanego Google Ads w wynikach linków sponsorowanych ustalana jest na podstawie:
- wyniku jakości reklamy
- maksymalnej stawki CPC, ustalanej przez reklamodawcę.

W Google Ads możemy skorzystać z następujących typów kampanii reklamowych, w zależności od miejsca wyświetlania naszych reklam:
- kampanie w sieci wyszukiwania,
- kampanie w sieci reklamowej,
- kampanie produktowe,
- kampanie wideo,
- kampanie promujące aplikacje,
- kampanie SMART[7].

## Wynik Jakości Google Ads
Wynik Jakości Google Ads jest podstawą pomiaru trafności i jakości reklamy w Google Ads. Jest ona wyznaczana przede wszystkim na podstawie współczynnika klikalności CTR (procentowy stosunek liczby kliknięć do liczby wyświetleń) słowa kluczowego oraz zależności i adekwatności pozostałych czynników.
Istnieje kilka różnych Wyników Jakości Google Ads, których zależność składa się na główny Wynik Jakości. Najważniejszymi są:
- Wynik Jakości na poziomie witryny,
- Wynik Jakości na poziomie słów kluczowych,
- Wynik Jakości na poziomie tekstu reklamowego,
- Wynik Jakości strony docelowej reklamy.